# ماجراهای جدید هاچ زنبور عسل
ماجراهای جدید هاچ زنبور عسل (昆虫物語 新みなしごハッチ کوچو مونوگاتاری: شین میناشیگو هاچی. داستان حشره‌ای جدید: هاچ یتیم) یک انیمه کارتونی سریالی ماجراجویانه و تلخ است که ادامه اصلی انیمه ماجراهای هاچ زنبور عسل به شمار می‌رود که در سال ١٩٧۴ توسط کمپانی تاتسونوکو تولید شد.

## داستان
داستان سریال پس از پایان فصل‌ اول آغاز می‌شود که هاچ مادر خود، ملکه زنبور، ها را پیدا می‌کند و با مادر و خواهرش، آیا، زندگی میکند. اما اندکی بعد هاچ و خواهرش، آیا، مادر خود را بر اثر حمله زنبور های قرمز از دست می‌دهند و پادشاهی آنها نیز از دست می‌رود. در نتیجه هاچ و آیا با یکدیگر سفری خطرناک را آغاز می‌کنند تا به مکانی به نام «تپه زیبا» برسند و آنجا دوباره پادشاهی خود را بازسازی کنند. در این سفر تِن‌تِن، یک کفشدوزک، با هاچ و آیا دوست می شود و به دنبال پدر گم شده خود، در این سفر به آنها می پیوندد. در همین هنگام آنها باید با زنبور قرمزی به نام آپاچی، که به دنبال انتقام از هاچ است زیرا بر این باور است که او پدرش را کشته، مقابله کنند. در نهایت پس از ٢۶ قسمت، سریال با پایان خوش تمام می‌شود و هاچ و مایا و تِن‌تِن پس از سفری سخت به تپه زیبا می‌رسند.

## صدا پیشگان
- هاچ: یوکو کوری
- ملکه مادر: هاروکو کیتهاما
- آیا: یوشیکو یاماموتو
- تِن‌تِن: جونکو موری
- تارو آما: ایکن مینو
- آپاچی: یوکو مارویاما
- راوی: توشیکو ساوادا

## اپیزود ها
| #  | نام اپیزود                                                    | تاریخ پخش       |
| -- | ------------------------------------------------------------- | --------------- |
| 01 | "کندوی توفانی" (あらしのみつばち城)                           | ۴ آوریل ۱۹۷۴    |
| 02 | "مادر نمیر!" (ママ死なないで!)                                | ۱۲ آوریل ۱۹۷۴   |
| 03 | "شبح مادر دارد صحبت می‌کند!" (幻のママがよんでいる)            | ۱۹ آوریل ۱۹۷۴   |
| 04 | "فقط پرواز کن به سمت تپه زیبا!" (飛びたて!美しの丘へ)         | ۲۶ آوریل ۱۹۷۴   |
| 05 | "آیا رقصنده گروه مانتیس!" (力マキリー座の踊り子アーヤ)        | ۳ مه ۱۹۷۴       |
| 06 | "گریه نکن تِن‌تِن" (泣くなテンテン坊主)                          | ۱۰ مه ۱۹۷۴      |
| 07 | "هاچ به شهر بزرگ می‌رود!" (ハッチ大都会をいく)                 | ۱۷ مه ۱۹۷۴      |
| 08 | "Kimottama SHIDEMUSHI obasan" (きもっ玉シデムシおばさん)      | ۲۴ مه ۱۹۷۴      |
| 09 | "Tobe! Wanpaku TORIO" (飛べ!わんぱくトリオ)                   | ۳۱ مه ۱۹۷۴      |
| 10 | "HOTARU matsuri no yoru" (ホタルまつりの夜)                   | ۷ ژوئن ۱۹۷۴     |
| 11 | "Mōretsu! Shigokima" (もーれつ!しごき魔)                      | ۱۴ ژوئن ۱۹۷۴    |
| 12 | "Aa! Semiyoshikun no 168 jikan" (ああ!セミ吉くんの168時間)    | ۲۱ ژوئن ۱۹۷۴    |
| 13 | "APACCHI banchō wo buttobase!" (アバッチ番長をぶっとばせ!)    | ۲۸ ژوئن ۱۹۷۴    |
| 14 | "Dokugu mono wana" (毒ぐものわな)                             | ۵ ژوئیه ۱۹۷۴    |
| 15 | "Minomushi no kieru akuma no mori" (みの虫の消える悪魔の森)   | ۱۲ ژوئیه ۱۹۷۴   |
| 16 | "Ganbare! BUUBUU taishō" (がんばれ!ブーブー大将)              | ۱۹ ژوئیه ۱۹۷۴   |
| 17 | "RABURABU TENTEN minatochō" (ラブラブ・テンテン・港町)        | ۲۶ ژوئیه ۱۹۷۴   |
| 18 | "ARI no sujō no Chōcho" (アリの巣城のチョウチョ)              | ۸ فوریه ۱۹۷۴    |
| 19 | "TAGAME kaizoku no shūgeki" (タガメ海賊のしゅうげき)          | ۹ اوت ۱۹۷۴      |
| 20 | "Moero! Sabaku no kettō" (燃えろ!砂漠の決闘)                  | ۱۶ اوت ۱۹۷۴     |
| 21 | "Tobe! Tobe! Mushi no undōkai" (飛べ!飛べ!虫の運動会)         | ۲۳ اوت ۱۹۷۴     |
| 22 | "KOROKORO, RINRIN nodojiman" (コロコロ・リンリン・のどじまん) | ۳۰ اوت ۱۹۷۴     |
| 23 | "Semaru! KOUMORI gundan" (せまる!コウモリ軍団)                | ۶ سپتامبر ۱۹۷۴  |
| 24 | "Kettō! JIGABACHI toride" (決闘!ジガバチ砦)                   | ۱۳ سپتامبر ۱۹۷۴ |
| 25 | "Hi no yama! Saigo no shitō" (火の山!最後の死闘)              | ۲۰ سپتامبر ۱۹۷۴ |
| 26 | "اوه! آخرین روز هاچ" (ああ!ハッチ最後の日)                    | ۲۷ سپتامبر ۱۹۷۴ |